# Daniel Franca
Daniel Franca Camacho (Sevilla, 1985) es un pintor figurativo español.

## Biografía
Hijo de un miembro de la Hermandad de la Estrella en Sevilla, participó en la Semana Santa desde muy pequeño, lo que marca su obra. Estudió Bachillerato en Ciencias de la Salud en el Colegio Alemán Albrecht Dürer (Sevilla), y se licenció en Bellas Artes por la facultad Santa Isabel de Hungría de la Universidad de Sevilla en la especialidad de pintura. 
En 2008 recibió el primer premio Nacional de Pintura Ateneo de Sevilla. En 2010 consiguió el Diploma de Estudios Avanzados en Investigación artística de “Técnicas de ilusión óptica aplicadas a la pintura, también por la Universidad de Sevilla. Su formación se completó a través de diversas becas y residencias, como la de Pintores Pensionados del Palacio de Quintanar (2008), la residencia en la ‘Fundación Antonio Gala para jóvenes creadores’ de la Fundación Antonio Gala, Córdoba, (2011) o la Beca Grant Seven Degrees en California (2014).
En 2009 realizó su primera exposición individual, "Pinturas", en la Galería Cristóbal Bejarano, Linares, Jaén (España). En 2012 participó en la exposición colectiva "+x10 Antológica de jóvenes creadores de la Fundación Antonio Gala" en la Hospedería Fonseca de Salamanca.
En 2018 realizó la exposición individual "Viaje a India / Entropía", en el Instituto Cervantes de Nueva Delhi (India), en la que muestra fachadas de edificios desgastadas por el tiempo con la luz que le inspiró su viaje al país. En 2022 presentó la exposición "Memoria Roturada" en la sede de Magasé Art Gallery en Sevilla, inspirada en las cuencas mineras de Huelva y Sevilla.

## Cartelista
Realizó los carteles de la Semana Santa de Ronda (2012), las Glorias de Sevilla (2012), Hermandad de los Humeros de Sevilla (2017), LXXV aniversario de la bendición del Santísimo Cristo del Sagrado Descendimiento de Carmona (2018), CCCL aniversario de Nuestro Padre Jesús Nazareno del Viso del Alcor (2019) y LXXV aniversario de la Virgen de la Paz de Ronda (2022).
En 2022 el Consejo General de Hermandades y Cofradías de Sevilla anunció que sería el encargado de elaborar el cartel de la Semana Santa de Sevilla 2023, que representa una levantá de la Virgen de la Estrella. El cartel y la totalidad de su obra de temática religiosa se exhibieron en una exposición en Sevilla.
Pintó también el Cartel de la Semana Santa de Cádiz de 2023 por encargo del Consejo Local de Hermandades y Cofradías de Cádiz, inspirado en el Cristo de la Buena Muerte.